# Dwór w Wilczyskach
Dwór w Wilczyskach – zespół dworski znajdujący się w Wilczyskach w woj. lubelskim. Składa się z parku, bramy wjazdowej i dworu. W pobliżu znajdują się ruiny zamku.
Dwór powstał w tym miejscu w 2. połowie XVIII wieku, natomiast park urządzono na przełomie XVIII i XIX wieku. Do 1792 roku Wilczyska należały do generała Jerzego Lubomirskiego, a do 1825 roku do rodziny Wyssogota-Zakrzewskich, a następnie do rodziny Korzybskich. W XIX wieku zbudowano klasycystyczną bramę i istniejący obecnie murowany dwór z portykiem. Po zakończeniu II wojny światowej w 1945 toku zabudowania wraz z całym folwarkiem zostały znacjonalizowane. Budynek do 2009 r. służył jako siedziba szkoły podstawowej, a po jej wyprowadzeniu się niszczał. Od 2013 roku dwór jest własnością spadkobierców dawnych właścicieli, którzy w 2014 roku rozpoczęli jego remont.